# گرلی پادار
گرلی پادار (انگلیسی: Gerli Padar؛ زادهٔ ۶ نوامبر ۱۹۷۹) یک خواننده زن اهل استونی است.
وی در مسابقه آواز یوروویژن ۲۰۰۷ به نمایندگی کشور استونی شرکت کرده است.